# Xahriyar
Xahriyar (Persa: شهریار) (també apareix com Xaryar, Xeryar, Shariyar, Shahriyar, Xahryar, Xariyar, Shahryār, Shahriār, Xeharyar, Xaheryar, Xaharyar, Xehreyar o Xehiryar amb la "x" normalment com a "Sh", nom que vol dir "Gran Rei") fou una fortalesa de l'Iraq Ajamita, situada prop de Rayy, uns 25 km a l'oest i avui dia una ciutat capital del comtat de Shahriar a la província de Teheran, a l'Iran. Al cens del 2016 tenia una població urbana de 309.607 habitants. El 1953 quan es va crear la municipalitat, tenia nomes cinc mil habitants. Avui dia es de fet un suburbi de Teheran.

## Període timúrida
Tamerlà va estar a la fortalesa el 1393 abans de iniciar la campanya de Pèrsia). El muzaffàrida Zayn al-Abidin Ali va fugir d'Esfahan cap al Khurasan via Rayy però fou detingut prop de Xahriyar pel governador de Rayy, Musa Jawkar, i entregat al seu rival el sultà Shah Mansur de Khurasan que el va fer cegar.
El 1405 Abu Bakr va haver de sortir de l'Iraq Ajamita pressionat per Muhammad Umar, però es va reunir amb el seu pare Miran Xah al Khurasan i mentre l'amir Husayn Barles es va apoderar de la fortalesa i Abu Bakr i Miran Xah van anar cap allí, des de on van poder ocupar Sultaniya.
El 1407 Bayan Kutxin havia estat nomenat governador de la fortalesa de Xahriyar per Abu Bakr, al qual va trair: va oferir els seus serveis a Muhammad Umar, que ara era governador del Mazanderan per compte del sobirà del Khurasan Xah Rukh i es va comprometre a conquerir l'Iraq Ajamita si li enviava tropes. Abu Bakr, que era a Kazwin, va saber de les negociacions i va deixar a Xirin Beg al càrrec de Kazwin i va marxar contra Xahriyar on va assetjar a Bayan; aquest es va defensar de manera coratjosa però les forces d'Abu Bakr van aconseguir conquerir el recinte exterior i els defensors de la ciutadella es van rendir. Ali Sadik fou nomenat kutwal i Bayan Kutxin i els seus associats foren executats. Mentre Abu Bakr assetjava Xahriyar, Muhammad Umar de Mazanderan va fer una incursió a Rayy on es va apoderar del ogrok (quarter) d'Abu Bakr i es va emportar un miler de tendes i molts presoners que va enrolar a la força.

## Època moderna
El 8 de gener de 2020 el vol 752 de la Ukraine International Airlines fou abatut per error prop de la ciutat, morint 176 persones.